# Chuck Berry Is on Top
Chuck Berry Is On Top es el tercer álbum recopilatorio de Chuck Berry, publicado en julio de 1959 en la Chess Records. El álbum se compone de algunos de sus sencillos publicados previamente, junto con una nueva pista "Blues for Hawaiians".
Cub Koda, de AllMusic, lo describió como "casi un paquete de mini grandes éxitos en sí mismo" y la colección más perfectamente realizada de la carrera de Berry.

## Lista de canciones
Todas las canciones están escritas por Chuck Berry.
Cara 1
1. "Almost Grown" – 2:18
2. "Carol" – 2:44
3. "Maybellene" – 2:18
4. "Sweet Little Rock & Roller" – 2:18
5. "Anthony Boy" – 1:50
6. "Johnny B. Goode" – 2:38

Cara 2
1. "Little Queenie" – 2:40
2. "Jo Jo Gunne" – 2:44
3. "Roll Over Beethoven" – 2:20
4. "Around and Around" – 2:20
5. "Hey Pedro" – 1:54
6. "Blues for Hawaiians" – 3:22

## Créditos
- Chuck Berry – guitarra, vocalista principal
- Fred Below – batería
- Bo Diddley – guitarra
- Willie Dixon – bajo
- Jerome Green – maracas
- Ebbie Hardy – batería
- Johnnie Johnson – piano
- Lafayette Leake – piano
- The Moonglows – coros
- George Smith – bajo
- Jaspar Thomas – batería